# NK Mladost Brđani
Nogometni klub Mladost iz Brđana (okolica Nove Gradiške) trenutno se natječe u 1. županijskoj ligi (zapad) Brodsko-posavske županije u kategoriji juniora i seniora. 

## Povijest
Klub je osnovan 1973. godine i aktivan je bez prestanka do sadašnjice. Budući da dolazi iz male sredine može se reći da je kroz svoju povijest ostvario dobre rezultate. Najuspješnije razdoblje prve momčadi je iz 90-ih godina kada se klub natjecao u cjelovitoj ligi 1. ŽNL BPŽ. Većinu vremena svog postojanja nalazili su se u 2. ŽNL BPŽ (zapad) uz jednu sezonu provedenu u najslabijem rangu natjecanja, 3. ŽNL BPŽ (zapad), iz koje su se odmah u prvoj sezoni kao prvaci vratili natrag. Od ove sezone (2020./2021.) "Mladost" opet igra 1. ŽNL, no ovoga puta u necjelovitoj ligi koja je podijeljena na dva dijela gdje je klub iz Brđana svrstan u zapadnu skupinu. Najsvježiji seniorski uspjeh je svakako plasman u finale KUP-a Nogometnog središta Nova Gradiška 2019. godine u kojem je "Mladost" poražena od novogradiške Sloge koja je tada bila plasirana čak 3 lige iznad ekipe iz Brđana. 
Klub se može pohvaliti i uspjesima juniorskih kategorija koji su od 2010. do 2019. osvojili čak 5 naslova prvaka 2. ŽNL BPŽ (zapad) te naslov prvaka u KUP-u Nogometnog središta Nova Gradiška 2019. godine, u godini u kojoj su osvojili i duplu krunu.